# Домпјер сир Шарант
Домпјер сир Шарант (фр. Dompierre-sur-Charente) насеље је и општина у западној Француској у региону Поату-Шарант, у департману Приморски Шарант која припада префектури Сент.
По подацима из 2011. године у општини је живело 502 становника, а густина насељености је износила 60,55 становника/km². Општина се простире на површини од 8,29 km². Налази се на средњој надморској висини од 4 метра (максималној 70 m, а минималној 2 m).

## Демографија
| 1962. | 1968. | 1975. | 1982. | 1990. | 1999. | 2011. |
| ----- | ----- | ----- | ----- | ----- | ----- | ----- |
| 351   | 381   | 374   | 359   | 398   | 414   | 502   |

График промене броја становника у току последњих година